# Karl Gustav von Erichsen
Karl Gustav von Erichsen (* 11. Januar 1743 in Moskau; † 5. März 1827 in Breslau) war ein preußischer Generalleutnant und zuletzt Kommandant der Festung Cosel.

## Leben

### Herkunft
Seine Eltern waren der schwedische Offizier Gustav von Erichsen und dessen Ehefrau Paulowa, geborene von Fuchs. Sein Vater war 1709 in russischen Gefangenschaft geraten und dann im Land geblieben. Einer seiner Brüder war russischer General, Chef des 26. Jäger-Regiment, Kommandeur der 14. Armeedivision und Gouverneur von Narwa.

### Militärlaufbahn
Erichsen kam im Jahr 1756 als Page an der russischen Hof. 1759 wurde er dann Fähnrich im Grenadierregiment „Wyborg“ und kämpfte ab 1760 im Siebenjährigen Krieg gegen die Preußen in den Schlachten von Kay und Kunersdorf sowie bei der Belagerung von Kolberg. Seit 1761 war er zum Regiment „Nowgorod“ versetzt. Nachdem Russland die Seiten gewechselt hatte, ging Erichsen am 16. Mai 1762 in preußische Dienste und kam als Kornett in das Husarenregiment „von Werner“. Am 6. März 1766 wurde er dort Sekondeleutnant und am 9. April 1778 Premierleutnant. Erichsen kämpfte als solcher 1778/79 im Bayerischen Erbfolgekrieg im Gefecht bei Teschen, wobei er einen Hieb in die linke Schulter erhielt. Am 30. August 1781 erhielt er drei Monate Urlaub in Russland, um seine Angelegenheiten dort zu regeln. Am 31. August 1783 wurde Erichsen dann Stabsrittmeister und am 20. Juni 1790 Rittmeister sowie Eskadronchef. Im Ersten Koalitionskrieg kämpfte er bei Gefecht bei Sierck, Fonteroy, Mont Chatier, Clermond sowie der Belagerung von Verdun. Ferner kämpfte Erichsen in den Gefechten bei La Lune, Hochheim, Zweibrücken, Auerbach, Guntersblum, Kirrweiler, Alsebirn, der Schlacht bei Pirmasens sowie der Belagerung von Mainz. Für Sierck erhielt er am 11. August 1792 den Orden Pour le Mérite zudem wurde er am 18. August 1792 zum Major befördert. Am 21. Mai 1801 wurde er dann Oberstleutnant und am 8. Mai 1802 als Brigadier zur Oberschlesischen Füsilierbrigade versetzt. Außerdem ernannte man Erichsen zum Chef des Füsilier-Bataillons Nr. 10. Dazu wurde er am 4. Juni 1803 zum Oberst befördert.
Im Vierten Koalitionskrieg wurde Erichsen in der Schlacht bei Jena schwer verwundet. Nach der Niederlage Preußens am 13. September zunächst auf halbes Gehalt gesetzt, sollte Erichsen aber so bald als möglich mit einem Kommandoposten versorgt werden. Es dauerte bis zum 18. Februar 1809, als er den Posten des Kommandanten der Festung Cosel bekam. Am 1. November 1810 wurde er zum Generalmajor mit Patent vom 2. November 1810 befördert. Am 29. Mai 1813 erhielt er seinen Abschied als Generalleutnant mit einer Pension von 1000 Talern. Er starb am 5. März 1827 in Breslau.

### Familie
Erichsen heiratete am 14. Februar 1774 in Ratibor Eleonore Karoline Konstanze von Muhr (* 10. Januar 1752; † 12. Januar 1822). Das Paar hatte mehrere Kinder:
- Karl Christoph Ludwig (* 31. Dezember 1774; † 11. Mai 1776)
- Adam Albert Gustav Ludwig (* 8. August 1776; † 20. August 1776)
- Karl Gustav Anton Friedrich Wilhelm (* 6. Februar 1780), Rittmeister a. D. im 1. Ulanenregiment
- Karl Joseph Albert Gustav Alexander (* 28. März 1782; † 6. April 1782)
- Eugen Karl Joseph Traugott Anton (* 6. Juni 1783; † 2. Februar 1784)
- Johann Heinrich Louis Croici (* 19. Oktober 1784; † 14. Februar 1858), Major a. D.
- Alexander Leopold (1787–1876), letzter braunschweigischer General
- August Moritz (1789–1790)
- Emilie Henriette (* 24. Mai 1792; † 3. Januar 1853)
- Henriette Karoline (* 31. August 1796; † 26. März 1882)